# Џирбалски језици
Џирбалски језици су једна од грана пама-њунганских језика. Постојбина џирбалских језика је североисточна обала аустралијске државе Квинсленд. Породица се састоји од два огранка сржноџирбалског и њавајшког.

## Подела
Џирбалски језици:
- Сржноџирбалски:
  - Џирбалски језик (џирбал);
  - Варагамајски језик (варагамај)
- Њавајшки:
  - Вулгурски језик (вулгуру);
  - Њавајшки језик (њавајги).

Могуће је и да јурски (јурујски, јуру), један од доњобурдекинских језика, којима се говорило око доњег тока реке Бурдекин, такође припада њавајшкој грани џирбалске породице језика.